# Chitty Chitty Bang Bang
Chitty Chitty Bang Bang és una pel·lícula musical britànica dirigida per Ken Hughes, estrenada el 1968. Ha estat doblada al català.

## Argument
A Anglaterra, Caractacus Potts, inventor estrafolari i vidu, viu en la misèria amb els seus dos fills. Un dia, tanmateix, compra un antic cotxe de carreres i viu aventures increïbles al perillós país de Bulgària...
El mateix any, Milton Bradley va editar un joc de taula sobre la pel·lícula. Cada jugador marxa amb un cotxe, després el transforma en vehicle amfibi, després en cotxe volador.
L'heroi està inspirat en el comte Louis Zborowski. Neix al barri elegant de Londres de Mayfair el 1895. Mor a Monza als 29 anys el 1924, en el circuit xoca amb un arbre a plena velocitat. Eliot el seu pare va morir com ell en una carrera de cotxes. El pare va morir més gran, als quaranta-cinc anys, però com el seu fill més tard a bord d'un Mercedes. L'1 d'abril de 1903, el pare havia perdut el primer viratge de la Gran Cornisa durant la carrera que anava del passeig dels Anglesos de Niça al Trofeu d'August a La Túrbia.
Louis Zborowski, amb un dels fundadors de la societat dels cotxes Bentley, Clive Gallop, va crear quatre cotxes de carreres per al seu propi ús, tres dels quals va batejar amb el nom de «Chitty Bang Bang». Més tard, el 1964, Ian Fleming, va escriure un llibre per a nens inspirant-se en Louis. El va titular per donar un millor efecte: «Chitty Chitty Bang Bang». És la història de «Caractacus», un inventor, dels seus dos fills i d'una amiga de la família. Marxen a la vora del mar en un cotxe acabat de comprar. A la platja, el pare explica una història, i tots viatgen a un país fantàstic i imaginari.

## Repartiment

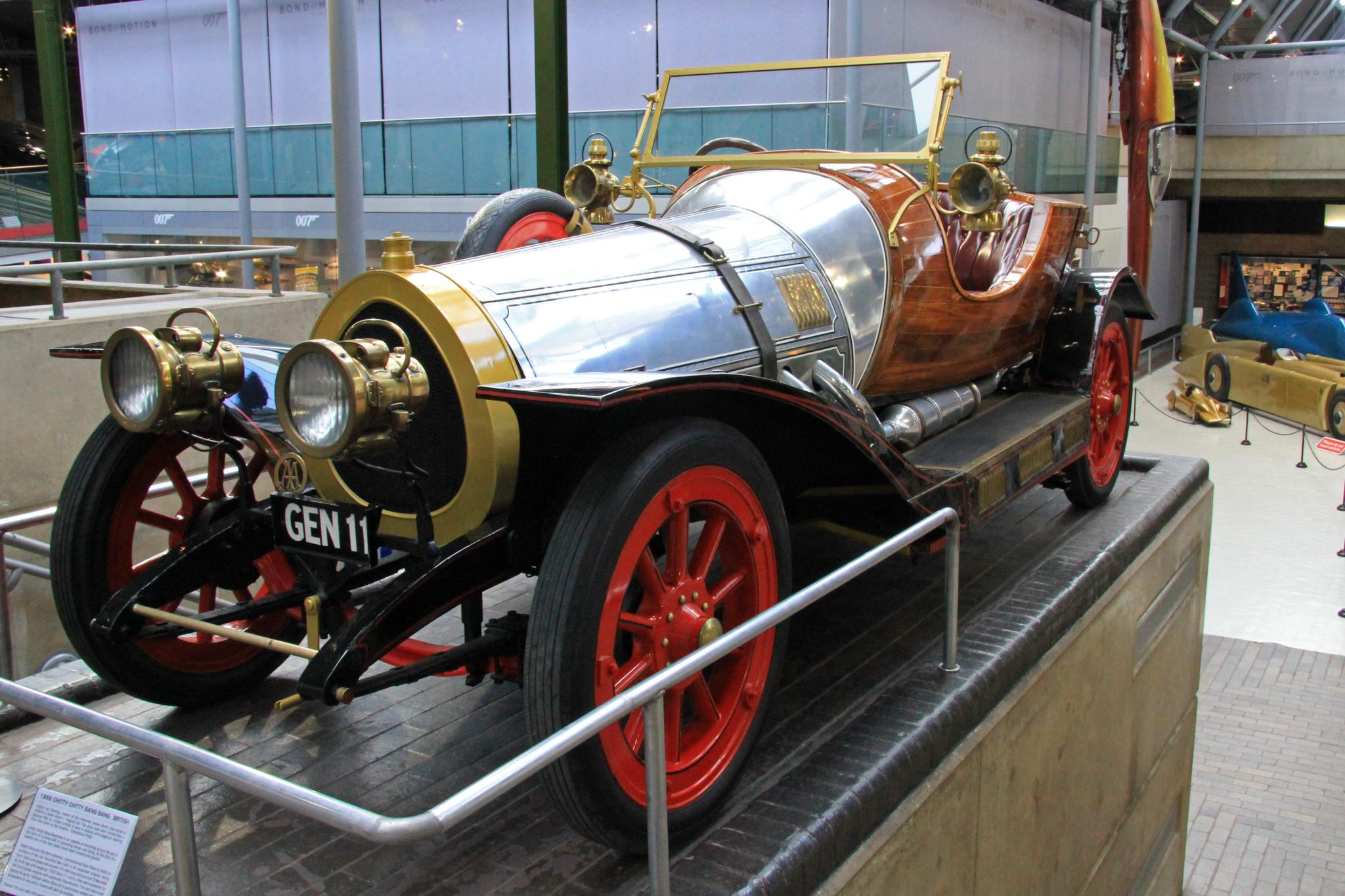
Cotxe del film

### Veus originals
- Dick Van Dyke: Caractacus Potts
- Sally Ann Howes: Truly Scrumptious
- Adrian Hall: Jeremy Potts
- Heather Ripley: Jemima Potts
- Lionel Jeffries: Avi Potts
- Gert Fröbe: Baron Bomburst
- Anna Quayle: Barone Bomburst
- Benny Hill: Fabricant de joguines
- James Robertson Justice: Lord Scrumptious
- Stanley Unwin: Canceller
- Desmond Llewelyn: Coggins
- Gerald Campion: Ministre
- Victor Maddern: el ferraller
- Arthur Mullard: Cyril
- Richard Wattis: Philipps
- Peter Arne: el capità de la guàrdia

### Veus doblades
- Joan Pera: Caractacus Potts
- Pilar Rubiella: Dolca Maravelles
- Elisabet Bargalló: Jeremy Potts
- Núria Trifol: Jemima Potts
- Antonio Crespo: Avi Potts
- Fèlix Benito: Baró Bombeta
- Carme Capdet: Baronessa Bombeta
- Miquel Bonet: Titellaire
- Eduard Lluís Muntada: Lord Maravelles
- Jaume Mallofre: Cyril
- Amadeu Aguado: Philipps

## Premis i nominacions

### Nominacions
- 1969: Oscar a la millor cançó original per Richard M. Sherman i Robert B. Sherman amb "Chitty Chitty Bang Bang"
- 1969: Globus d'Or a la millor banda sonora per Richard M. Sherman i Robert B. Sherman
- 1969: Globus d'Or a la millor cançó original per Richard M. Sherman i Robert B. Sherman amb "Chitty Chitty Bang Bang"
- 1970: Grammy a la millor gravació infantil per Richard M. Sherman, Robert B. Sherman i Irwin Kostal